# 廣東仲元中學
广东仲元中学位于中国广州市番禺区市桥，是一所广东省一级学校及国家级示范性高中。

## 历史
学校始创于1934年春天，为纪念邓仲元而命名的一所中学。胡汉民、刘芦隐分别任首届董事长和校长，校址位于文德路广雅书局内(今中山图书馆附近)。办校初始称私立仲元中学，1942年正式命名为“广东省立仲元中学”。1937年抗日战争爆发后，学校先后迁往广州北郊蚌湖，韶关曲江鹤冲岗，粤东兴宁罗浮司乡，越秀山仲元图书馆办学。1946年8月，广东仲元中学迁至现址办学至今。“文革”期间学校曾易名“市桥一中”、“番禺县第一中学”，后于1980年1月复名。
1994年6月被评为“广东省一级学校”，1998年改为全日制高中，2007年成为广州市首批国家级示范性高中。
2021年11月30日，第二校区正式封顶，已次年9月1日投入使用。

## 办学理念

### 校训
德，毅，博，健
- 德：含品德，道德之意。
- 毅：刚毅，坚决，顽强之意。
- 博：含博大胸怀，博学，博爱之意。
- 健：含健康，健壮，健美，健全之意。

### 理念
扬君子之风，养浩然之气
- “浩然之气，君子风范”植根于民族文化，继承着仲元爱国，爱民的精神，意蕴深远流长。具体包含了志存高远，知书达礼，忠恕守信，重义轻利，勇而无畏，正大光明，和而不同等义。

## 杰出校友
- 彭加木(中国著名生物化学家)
- 梁镜尧(校长，抗日烈士)
- 黄进(中国著名地理学家、地貌学家，被业界称为中国全面系统研究丹霞地貌的第一人)